# Knáttleikr
Knáttleikr (knátt "hård" eller "energisk”, og leikr ”spil", "leg" eller "sport”) er et gammel boldspil der blev spillet af vikingerne på Island. Spillet kendes fra de islandske sagaer og er forsøgt genskabt i moderne tid ud fra skriftlige overleveringer. Mængden af overleverede regler er dog sparsom, og dele af spillets gang er derfor ukendt. Det bliver spillet på visse colleges i USA.

## Regler
I dag kender man ikke de præcise regler, men der findes oplysninger.
- Man blev opdelt i hold baseret på fysisk styrke.
- Man spillede generelt to mod to, men flere kunne deltage.
- Alle deltagere havde et bat eller boldtræ. (knátttrè eller knattdrepa på oldnordisk)
- Man havde en hård bold.
- Man slog bolden med boldtræet. (knátthögg på oldnordisk eller "hårdt hug").
- Modstanderne, der ikke havde bolden, greb den med hænderne og enten kastede bolden eller løb med den.
- Fysisk kontakt var tilladt i kampen om at erobre bolden uden nogen kendte begrænsninger, så god fysik er en fordel.
- Spillet blev spillet fra solopgang til solnedgang og fortsat næste dag.
- Hvert hold havde en anfører.
- Man kunne blive tildelt straf og man havde en straffeboks.
- Spilleområdet var afmærket.
- Man skulle skifte tøj for at deltage spillet.
- Det blev spillet på is eller græs.

Derudover formodes det at vikingerne har brugt tjære eller sand under skosålerne, så de bedre kunne stå fast.
Spillet minder sandsynligvis om den irsk sport hurling.

## Knáttleikr i dag
Der har været flere forsøg på at genskabe spillet og klarlægge reglerne på baggrund af skriftlige kilder. Den islandske lærde Björn Bjarnason udgav i 1908 et værk  Íþróttir fornmanna á norðurlöndum, hvori han beskrev banen på et afmærket område. Og kun ét bat.
Den danske historiker og forfatter Kåre Johannessen var med til at genskabe Knáttleikr, mens han arbejdede på Vikingeborgen Trelleborg. Johannessen har betegnet det som "en slags ultravoldelig psykopat-version af rundbold", og andre har nævnt at det får "engelsk rugby og amerikansk fodbold til at ligne en sport for tøsedrenge i sammenligning". Under et spil fik Johannessen en voldsom knæskade, men på trods af den omtaler han det som det "morsomste boldspil, jeg nogensinde har deltaget i".
Knáttleikr bliver ofte reenactet på middelaldermarkeder af interesserede i vikingerne. Det bliver også spillet på campus på visse colleges. Brandeis University, Clark University, Providence College og Yale University er særlig kendt for deres hold. Den første interkollegiale konkurrence i knáttleikr i New England blev spillet i april 2007 på Clark University mellem holdende fra Clark og Brandeis.

## Historiske referencer
De mest komplette beskrivelser om spillet findes i Islændingesagaerne:
- Grettis saga kapitel 15
- Gisle Surssøns saga kapitel 15 og 18
- Egils saga kapitel 40
- Eyrbyggja saga kapitel 43[7]
- Vápnfirðinga saga kapitel 4